# 谢尔登 (北达科他州)
谢尔登（英語：Sheldon），是美国北达科他州下属的一座城市。根据2010年美国人口普查，该市有人口116人。